# Isola di San Fernando
L'isola di San Fernando è una delle isole dell'Arcipelago Alessandro, nell'Alaska sud-orientale, Stati Uniti d'America. Amministrativamente appartiene alla Census Area di Prince of Wales-Hyder. L'isola si trova all'interno della Tongass National Forest.

## Geografia
L'isola che non è molto grande, ha un diametro di una decina di chilometri e alcuni rilievi di qualche centinaio di metri, si trova ad ovest della pià grande isola Principe di Galles separata dalla baia di San Alberto (San Alberto Bay). È inoltre circondata dalle altre isole (le più grandi) di Lulu (Lulu Island) a ovest e San Juan Bautista (San Juan Bautista Island) a sud.
Intorno all'isola sono presenti le seguenti masse d'acqua (da nord in senso orario):
- Canale di San Christoval (San Christoval Channel)[5] 55°35′08″N 133°20′54″W - Il canale divide a nord l'isola di San Fernando dall'isola Principe di Galles, collega inoltre il golfo di Esquibel (Gulf of Esquibel), a nord, con la baia di San Alberto (San Alberto Bay) a est dell'isola di San Fernando. Nel canale, tra l'isola di San Fernando e quella di Principe di Galles, sono presenti alcune isole minori (Palisande Island, Santa Lucia Island, Cruz Islands, Catalina Island, Piedras island, Hermanos Island, Larzatita Island e Rosary Island). Tra l'arcipelago Cruz (Cruz Islands) e l'isola di San Fernando scorre il canale di Cruz (Cruz Pass)
- Baia di San Alberto (San Alberto Bay)[6] 55°32′24″N 133°14′13″W - La baia di San Alberto divide San Fernando dalle isole Abbess Island, Wadleigh Island e Egg Island, tutte a ridosso dell'isola Principe di Galles. Questa parte dell'isola San Fernando si trova inoltre di fronte a due centri abitati (sull'isola Principe di Galles): Craig e Klawock. La baia collega il canale di San Christoval con il canale di Ursua (Ursua Channel) posto più a sud.
- Canale di Ursua (Ursua Channel)[7] 55°26′57″N 133°19′36″W - Il canale divide a sud San Fernando dall'isola San Juan Bautista (San Juan Bautista Island) e collega la baia di San Alberto con il canale di Portillo (Portillo Channel).
- Canale di Portillo (Portillo Channel)[8] 55°29′35″N 133°25′29″W - Il canale divide a ovest l'isola di San Fernando dall'isola di Lulu (Lulu Island) e collega il canale di Ursua con il golfo di Esquibel (Gulf of Esquibel) posto a nord dell'isola.
- Golfo di Esquibel (Gulf of Esquibel)[9] 55°36′37″N 133°30′32″W - Si trova a nord dell'isola e collega il canale di Portillo con il canale di San Christoval. Nel golfo, sul lato nord dell'isola, si trovano alcune baie:
  - Baia di Aguirre (Aguirre Bay)[10] 55°32′51″N 133°26′44″W - La baia è ampia 1,1 chilometri e a sud è delimitata dall'isola Animas (Animas Island).
  - Baia di Garcia (Garcia Cove)[11] 55°33′29″N 133°25′42″W - La baia è ampia 1,3 chilometri e si trova di fronte all'isola Hermagos (Hermagos Island).

Sull'isola sono presenti alcuni promontori:
- Promontorio di Santa Lucia (Point Santa Lucia)[12] 55°34′04″N 133°20′33″W - L'elevazione del promontorio, che si trova all'entrata nord del canale di San Christoval (San Christoval Channel), è di 6 metri.
- Promontorio di Polocano (Point Polocano)[13] 55°32′13″N 133°17′34″W - L'elevazione del promontorio, che si trova nella baia di San Alberto (San Alberto Bay), è di 32 metri.
- Promontorio di Fern (Fern Point)[14] 55°30′13″N 133°16′59″W - L'elevazione del promontorio, che si trova nella baia di San Alberto (San Alberto Bay) di fronte alla cittadina di Craig, è di 20 metri.
- Promontorio di Cuerbo (Point Cuerbo)[15] 55°28′34″N 133°18′55″W - L'elevazione del promontorio, che si trova all'entrata nord del canale di Ursua (Ursua Channel), è di 11 metri.
- Promontorio di Amargura (Point Amargura)[16] 55°27′10″N 133°21′33″W - L'elevazione del promontorio, posto all'estremo sud dell'isola e che divide il canale di Ursua (Ursua Channel) dal canale di Portillo (Portillo Channel), è di 4 metri.
- Promontorio di Sword (Sword Point)[17] 55°28′20″N 133°23′48″W - L'elevazione del promontorio, che si trova nel canale di Portillo (Portillo Channel) di fronte all'isola di San Clemente, è di 2 metri.
- Promontorio di Animas (Point Animas)[18] 55°31′59″N 133°27′05″W - L'elevazione del promontorio, che si trova all'entrata settentrionale del canale di Portillo (Portillo Channel) di fronte all'isola di Animas, è di 25 metri.
- Promontorio di Aguirre (Point Aguirre)[19] 55°33′18″N 133°26′37″W - L'elevazione del promontorio, che si trova nel golfo di Esquibel (Gulf of Esquibel), è di 29 metri.
- Promontorio di Garcia (Point Garcia)[20] 55°33′36″N 133°26′23″W - L'elevazione del promontorio, che si trova nel golfo di Esquibel (Gulf of Esquibel), è di 2 metri.
- Promontorio di Santa Rosalia (Point Santa Rosalia)[21] 55°34′09″N 133°24′42″W - L'elevazione del promontorio, che si trova nel golfo di Esquibel (Gulf of Esquibel), è di 7 metri.
- Promontorio di San Pasqual (Point San Pasqual)[22] 55°33′56″N 133°23′02″W - L'elevazione del promontorio, che si trova nel golfo di Esquibel (Gulf of Esquibel), è di 4 metri.

Al centro dell'isola si trova il punto più alto: 117 m s.l.m..

## Storia
L'isola venne chiamata "Isla San Fernando", cioè "Isola di San Ferdinando", da Francisco Antonio Maurelle che raggiunse la punta meridionale di quest'isola la notte del 21 maggio 1779. In seguito ancorò di nuovo nello stesso punto il 30 maggio. Probabilmente chiamò l'isola in onore di San Fernando, re di Spagna.